# Kanton Charny
Kanton Charny (fr. Canton de Charny) je francouzský kanton v departementu Yonne v regionu Burgundsko-Franche-Comté. Skládá se z 38 obcí. Před reformou kantonů 2014 ho tvořilo 15 obcí.

## Obce kantonu
od roku 2015:
| - Aillant-sur-Tholon - Chambeugle - Champvallon - Chamvres - Charny - Chassy - Chêne-Arnoult - Chevillon - Dicy - La Ferté-Loupière - Fleury-la-Vallée - Fontenouilles - Grandchamp - Guerchy - Laduz - Malicorne - Marchais-Beton - Merry-la-Vallée - Neuilly | - Les Ormes - Paroy-sur-Tholon - Perreux - Poilly-sur-Tholon - Prunoy - Saint-Aubin-Château-Neuf - Saint-Denis-sur-Ouanne - Saint-Martin-sur-Ocre - Saint-Martin-sur-Ouanne - Saint-Maurice-le-Vieil - Saint-Maurice-Thizouaille - Saint-Romain-le-Preux - Senan - Sépeaux - Sommecaise - Villefranche - Villemer - Villiers-sur-Tholon - Volgré |

před rokem 2015:
- Chambeugle
- Charny
- Chêne-Arnoult
- Chevillon
- Dicy
- La Ferté-Loupière
- Fontenouilles
- Grandchamp
- Malicorne
- Marchais-Beton
- Perreux
- Prunoy
- Saint-Denis-sur-Ouanne
- Saint-Martin-sur-Ouanne
- Villefranche